# Le strade della paura
Le strade della paura (Cohen and Tate) è un film del 1989 diretto da Eric Red e interpretato da Roy Scheider e Adam Baldwin. Si tratta del primo lungometraggio diretto da Eric Red. È quasi totalmente ambientato nella macchina dei due killer, di notte. Oltre alle strade appaiono solo due paesaggi: la casa di Travis all'inizio, la città di Houston alla fine.

## Trama
Cohen e Tate sono due killer pagati per portare a Houston Travis Knight, un bambino di nove anni che ha assistito ad un omicidio e che i responsabili vogliono interrogare. Dopo aver ucciso i genitori del ragazzo e gli agenti che dovevano proteggerlo, lo rapiscono e cominciano il viaggio, che risulta faticoso fin dall'inizio (Travis riesce pure a scappare e ad incontrare un poliziotto, ma viene ripreso e l'agente ucciso), dal momento che i due killer hanno caratteri molto diversi, al limite della sopportazione reciproca. Cohen infatti è un uomo anziano (e minato da sordità: porta infatti un apparecchio acustico), molto professionale e non del tutto privo di umanità, mentre Tate è giovane, violento e psicotico. Quando Travis se ne accorge fa di tutto per far esasperare il più giovane dei due, che arriva a volerlo uccidere. Cohen invece è intenzionato a portare a termine l'incarico, a costo di uccidere Tate. Ma Tate grazie a un giubbotto antiproiettile sopravvive e cerca di eliminare il piccolo e il collega. Travis, scegliendo il male minore, aiuta Cohen ad uccidere Tate e insieme raggiungono Houston. Ma la polizia blocca la loro auto su un ponte. Vedendosi senza via di scampo, ferito e stremato, Cohen si complimenta con Travis perché è molto in gamba per la sua età e infine si uccide.